# Холмен, Дороти
Эдит Дороти Холман (англ. Edith Dorothy Holman); (18 июля 1883 – 8 апреля 1968) ― британская теннисистка, участница летних Олимпийских игр 1920 года в Антверпене.
Эдит Дороти Холман родилась в районе Лондона Килберн. В 1920 году на Олимпийских играх она выиграла серебряную медаль в одиночном зачёте и ещё одну ― в миксте со своим партнером Джеральдин Бимиш. Она также выступала в миксте с Гордоном Лоу, но они потерпели поражение в первом раунде. В 1919 году Холман выиграла Чемпионат мира по теннису в залах, победив Жермен Ренье Голдинг в финале в двух сетах. Также выиграла Чемпионат мира по теннису на твёрдых кортах в 1920 году, победив Франсиску Субирану в двух сетах. Одержала победу на Британский чемпионату по теннису, играла в Королевском клубе в Лондоне в 1912, 1914, 1921 и 1922 годах.
Её лучшим выступлением на Уимблдонском турнире было её первое соревнование в 1913 году, когда она вышла в полуфинал одиночного разряда, но проиграла Уинифред Макнейр.

## Финалы чемпионатов мира по теннису (одиночный зачёт)
| Год  | Чемпионат                                   | Соперник в финале      | Счёт     |
| 1919 | Чемпионат мира по теннису на крытых кортах  | Жермена Ренье-Гольдинг | 6-3, 6-4 |
| 1920 | Чемпионат мира по теннису на твёрдых кортах | Франсиска Субирана     | 6-0, 7-5 |